# Ungsocialisterna
Ungsocialisterna (in svedese Giovani socialisti) era un'organizzazione politica svedese dell'inizio del XX secolo che nacque dalla scissione delle componenti anarchiche presenti all'interno dei socialdemocratici svedesi nel 1908. Il suo organo ufficiale era la rivista Brand. L'esperienza di questo gruppo di giovani socialisti sfociò nella costruzione di un altro partito storico svedese, lo Ungsocialistiska Partiet e del SAC (Sveriges Arbetares Centralorganisation).
Membri famosi:
Hinke Bergegren, Axel Holmström, Albert Jensen, Leon Larsson, Anton Nilson, Carl G. Schröder, Gustav Sjöström

## Storia

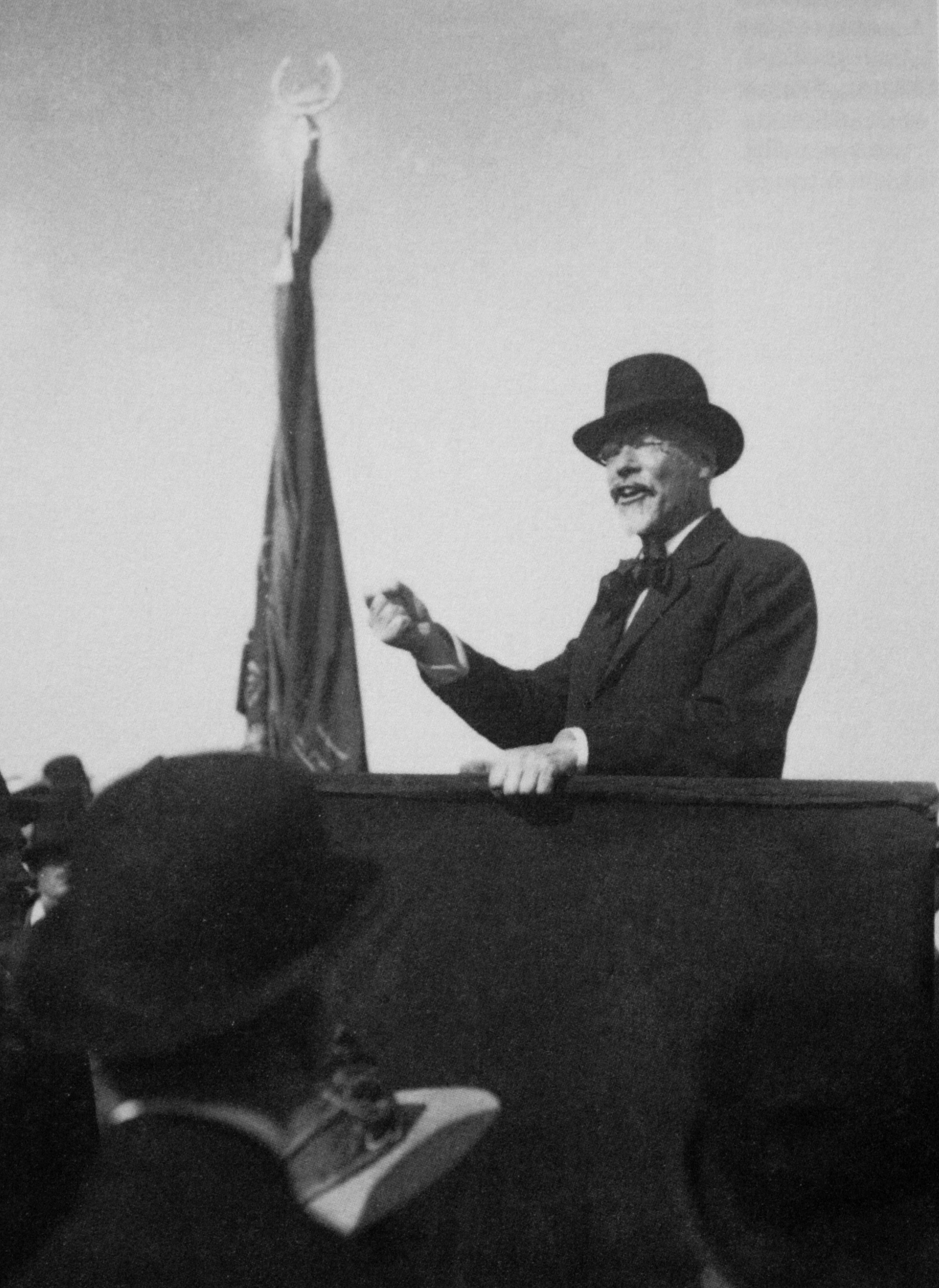
Hinke Bergegren

Il Partito Socialdemocratico dei Lavoratori di Svezia (SAP) era stato fondato nel 1889 e nel 1897 si era costituita la sua sezione giovanile che in un primo tempo si chiamò Ungsocialisterna. Al primo congresso, nel 1899, la fascia giovanile espresse già 15 rappresentanti provenienti da 8 club locali e precisamente quelli delle città di Stoccolma, Göteborg, Eskilstuna, Västerås, Malmö e Gävle. Quello che sin dall'inizio distinse questi giovani dagli altri membri più anziani del partito fu la loro spiccata tendenza rivoluzionaria. All'epoca, infatti, non c'era ancora un generale consenso su quale linea politica il SAP dovesse sostenere. In generale, i membri più adulti si orientavano per un socialismo riformista mentre le fasce giovanili spingevano per un partito che fosse, in senso stretto, rivoluzionario. Si venne a creare così una prima divisione e il club di Malmö, il più grande, fondò il SDUF (Socialdemokratiska Ungdomsförbundet), un'associazione giovanile, oggi confluita nella Ung Vänster (in svedese: Giovane Sinistra). Nella prima conferenza dello SDUF, nel 1903, si presentò un primo programma politico, fortemente incentrato su posizioni antimilitaristiche. Nel 1905 questa organizzazione divenne un partito politico a tutti gli effetti ed isolò gli Ungsocialisterna che portavano avanti le loro idee estremiste. La scissione, a questo punto, divenne inevitabile e fu capeggiata da due figure di spicco del movimento rivoluzionario: Carl Schröder e Hinke Bergegren. Sarà proprio questa frangia a dar vita, in seguito, al Ungocialistiska partiet.

## Influenza
L'esperienza degli Ungsocialisterna ebbe enorme risonanza e un grande valore dal punto di vista politico sebbene durò poco. Inoltre, contribuì a diffondere in Svezia le idee socialiste e anarchiche, a quel tempo quasi sconosciute. Per fare questo, i giovani del movimento, si servirono di due riviste principali: la già citata Brand e il Lysekils-Kuriren. In poco tempo vennero create non meno di 378 comitati locali, molti più di quanti ne creò il movimento Viet Cong in Svezia durante le manifestazioni degli anni '70.
Si dice spesso che gli Ungsocialisterna abbiano dato vita anche al SAC, al sindacato centrale svedese: Quest'affermazione, se non proprio errata è quantomeno semplicistica in quanto il processo che portò alla nascita del sindacato, fu tutt'altro che semplice e lineare. Sulle riviste Brand e Lysekils-Kuriren, inoltre, venivano presentate diverse idee a sfondo socialista; tra le principali sicuramente c'erano sindacalismo, marxismo e socialdemocrazia oltre che anarchia. Tra queste, l'unica forte all'interno dei circoli era la tendenza anarchica ed è difficile dire se, invece, la tendenza al sindacalismo sia diventata ad un certo punto preponderante. 
Inoltre, al momento della nascita del SAC, molti Giovani Socialisti si mostrarono dubbiosi e molti altri si schierarono apertamente contro. Il motivo di tale contrarietà era insito nella volontà di non dividere le associazioni a favore dei lavoratori già presenti sul territorio e, se questo non bastasse, moltissimi erano già iscritti nelle file delle Landsorganisationen i Sverige (LO).
Durante i grandi scioperi del 1909, tuttavia, si raccolsero i consensi per la fondazione del SAC, soprattutto dal famoso Lundakommittén, ovvero la sede degli Ungsocialisterna della città di Lund, capeggiata allora da Gustav Sjöström.

## Ungsocialisterna celebri
- Carl Schröder
- Hinke Bergegren
- Axel Holmström
- Albert Jensen
- Leon Larson
- Anton Nilson
- Gustav Sjöström